# Mikołaj Maciejowicz
Mikołaj Maciejowicz (ur. 3 lipca 1897 w Puławach, zm. 1940 w ZSRR) – rotmistrz Wojska Polskiego, kawaler Orderu Virtuti Militari, ofiara zbrodni katyńskiej.

## Życiorys
Syn Dymitra, oficera armii rosyjskiej, i Aleksandry z Deszków. Ukończył Korpus Kadetów w Woroneżu i Twerską Szkołę Kawalerii. 1 października 1917, po ukończeniu szkoły, został mianowany kornetem ze starszeństwem z 1 października 1916 i wcielony do Samodzielnego Korpusu Straży Granicznej. Służył w 2 zaamurskim konnym pułku Straży Granicznej (ros. 2-й Заамурский пограничный конный полк), a później został wcielony do Armii Czerwonej i wysłany na front polski. 15 sierpnia 1919 uciekł i przedostał się na ziemie zajęte przez oddziały Wojska Polskiego.
11 września 1919 został przyjęty do szwadronu zapasowego 4 pułku kresowych strzelców konnych w Hruszowie. Na wojnie z bolszewikami walczył jako podporucznik, dowódca plutonu w 7 szwadronie IV dywizjonu 4 pułku kresowych strzelców konnych. Wyróżnił się 26 kwietnia 1920 w czasie wyprawy kijowskiej, walcząc pod wsiami: Hołubówka, Kijanówka i Kuźmińce. Został wówczas ranny w nogę, a za swoje czyny otrzymał Order Virtuti Militari. 22 maja 1920 został formalnie przyjęty do Wojska Polskiego z byłej armii gen. Hallera z zatwierdzeniem posiadanego stopnia podporucznika, zaliczony do Rezerwy armii, z jednoczesnym powołaniem do czynnej służby na czas wojny aż do demobilizacji. W październiku 1920 jego oddział macierzysty został przemianowany na 6 pułk strzelców konnych.
W październiku 1921 został przeniesiony do 10 pułku strzelców konnych, stacjonującego w koszarach w Łańcucie. 3 maja 1922 został zweryfikowany w stopniu porucznika ze starszeństwem od 1 czerwca 1919 i 442. lokatą w korpusie oficerów jazdy (od 1924 – kawalerii). 19 marca 1928 prezydent RP nadał mu stopień rotmistrza z dniem 1 stycznia 1928 i 50. lokatą w korpusie oficerów kawalerii. W lipcu 1928 został przeniesiony do kadry oficerów kawalerii z równoczesnym przeniesieniem służbowym do Centrum Wyszkolenia Kawalerii w Grudziądzu. W czerwcu 1933 wrócił do 10 pułku strzelców konnych. W marcu 1934 był dowódcą szwadronu szkolnego. W 1936 został oficerem mobilizacyjnym, a w 1938 ponownie dowódcą szwadronu. W marcu 1939 był odkomenderowany na kurs.
Po wybuchu II wojny światowej i agresji ZSRR na Polskę z 17 września 1939 wkrótce został aresztowany przez funkcjonariuszy NKWD podczas przekraczania granicy z Rumunią. Był przetrzymywany w Stanisławowie i Odessie. W 1940 został przewieziony do więzienia przy ulicy Karolenkiwskiej 17 w Kijowie. Tam prawdopodobnie na wiosnę 1940 został zamordowany przez NKWD. Jego nazwisko znalazło się na tzw. Ukraińskiej Liście Katyńskiej opublikowanej w 1994 (został wymieniony na liście wywózkowej 57/3-47 oznaczony numerem 1903; jego tożsamość została podana jako Mikołaj Macijewicz). Ofiary tej części zbrodni katyńskiej zostały pochowane na otwartym w 2012 Polskim Cmentarzu Wojennym w Kijowie-Bykowni.
Był żonaty, miał córkę Tais (ur. 1923) i syna Mikołaja (ur. 1930).

## Ordery i odznaczenia
- Krzyż Srebrny Orderu Wojskowego Virtuti Militari nr 340[1][18] – 26 marca 1921[19]
- Krzyż Walecznych[20][21]
- Medal Dziesięciolecia Odzyskanej Niepodległości[1]
- Medal Pamiątkowy za Wojnę 1918–1921[1]
- Odznaka za Rany i Kontuzje z jedną gwiazdką[1]
- Krzyż Kawalerski Orderu Korony Rumunii[1][22]